# Irrésistible Alfie
Pour les articles homonymes, voir Alfie.
Pour plus de détails, voir Fiche technique et Distribution.
Irrésistible Alfie ou Alfie au Québec (Alfie) est un film britannique réalisé par Charles Shyer, sorti en 2004.

## Synopsis
Pour Alfie, la vie consistait à apprécier tout ce que les femmes avaient à offrir, une nuit à la fois. Manhattan est son terrain de chasse favori, où il trouve chaque soir une nouvelle fille à draguer. Cinq femmes se partagent ses faveurs. Trouvant de plus en plus facile de se mentir à lui-même, Alfie passe de l'une à l'autre, s'éclipsant chaque fois lorsque l'une d'elles prétend s'accrocher. Mais quand ses habitudes de célibataire entraînent soudainement des répercussions sur les femmes de sa vie et sur son meilleur ami, il commence à se demander si l'existence recèle davantage que des aventures sans lendemain.

## Fiche technique
- Titre français : Irrésistible Alfie
- Titre original et québécois : Alfie
- Réalisation : Charles Shyer
- Scénario : Charles Shyer, Elaine Pope (en) d'après la pièce de théâtre et le scénario du film Alfie le dragueur de Bill Naughton
- Production : Elaine Pope et Charles Shyer
- Société de production : Paramount Pictures
- Musique : Mick Jagger et John Powell
- Genre : Comédie dramatique et romance
- Pays :  Royaume-Uni et  États-Unis
- Durée : 105 minutes
- Budget : 60 millions $US
- Recette du film : 35 060 882 $US
- Date de sortie : 2004

## Distribution
- Jude Law (VF : Jean-Pierre Michaël et VQ : Martin Watier[1]) : Alfie
- Jane Krakowski (VF : Véronique Alycia) : Dorie
- Marisa Tomei (VF : Virginie Méry ; VQ : Valérie Gagné) : Julie
- Omar Epps (VF : Lucien Jean-Baptiste et VQ : Jean-François Beaupré) : Marlon
- Susan Sarandon (VF : Béatrice Delfe[2] VQ : Claudine Chatel) : Liz
- Sienna Miller (VF : Ingrid Donnadieu ; VQ : Catherine Proulx-Lemay) : Nikki
- Nia Long (VF : Laëtitia Laburthe et VQ : Nadia Paradis) : Lonette
- Gedde Watanabe (VQ : Gilbert Lachance) : Monsieur Wing
- Jo Yang : Madame Wing
- Dick Latessa (en) : Joe
- Tara Summers : Caroline
- Renée Taylor : Lu Schnitman

## Autour du film
L'action d'Alfie, le dragueur, film d'origine réalisé en 1966, se déroulait à Londres, en Angleterre. Celle d'Irrésistible Alfie se déroule à New York, dans le quartier de Manhattan, afin de créer un film à destination de la nouvelle génération.  Faire d'Alfie un poisson hors de l'eau était un moyen parmi d'autres de toucher avec ce film un tout nouveau public.